# آرثر وايت (لاعب كرة قدم أمريكية)
آرثر وايت (بالإنجليزية: Arthur White)‏ هو لاعب كرة قدم أمريكية أمريكي، ولد في 1877 في دورشستر ‏ في الولايات المتحدة، وتوفي في 25 يوليو 1929 في بوسطن في الولايات المتحدة.